# Anna Bańkowska (lekkoatletka)
Anna Bańkowska z domu Gosk (ur. 31 marca 1990) – polska lekkoatletka specjalizująca się w biegach długodystansowych.

## Kariera sportowa
Wystąpiła w mistrzostwa Europy w biegach przełajowych w 2018 w Tilburgu, gdzie zajęła 14. miejsce.
Mistrzyni Polski w ulicznym biegu na 10 kilometrów z 2019, wicemistrzyni w biegu przełajowym na dystansie 8 kilometrów w 2019 i na 6 kilometrów w 2020 oraz brązowa medalistka w biegu na 10 000 metrów w 2019 i w biegu maratońskim w 2020.
Srebrna medalistka halowych mistrzostw Polski w biegu na 3000 metrów w 2019 i 2020.

## Rekordy życiowe
- bieg na 3000 metrów (stadion) – 9:53,72 (3 maja 2019, Białystok)
- bieg na 5000 metrów (stadion) – 16:11,26 (29 maja 2019, Wrocław)
- bieg na 10 000 metrów (stadion) – 33:15,16 (28 kwietnia 2019, Białogard)
- bieg na 3000 metrów (hala) – 9:19,05 (17 lutego 2019, Toruń)
- bieg na 5 kilometrów – 17:52 (27 września 2015, Warszawa)
- bieg na 10 kilometrów – 33:02 (14 kwietnia 2015, Warszawa)
- półmaraton – 1:13:07 17 marca 2019, Gdynia)
- maraton – 2:31:16 (21 marca 2021, Drezno)[1] 19. miejsce w polskich tabelach historycznych[11]